# 흑야비룡도
"흑야비룡도"는 한국에서 제작된 김용 감독의 1971년 영화이다. 이훈 등이 주연으로 출연하였고 전석진 등이 제작에 참여하였다.

## 출연

### 주연
- 이훈
- 장청